# Det tyske efterår
Det tyske efterår (tysk: Deutscher Herbst) betegner en serie af begivenheder i Vesttyskland i efteråret 1977, kulminerende med kidnapningen og mordet på erhvervslederen Hanns-Martin Schleyer, tidligere SS-løjtnant og senere formand for Bundesvereinigung der Deutschen Arbeitgeberverbände samt med kapringen af Lufthansa-flyet Landshut, der blev genenmført af Folkefronten til Palæstinas Befrielse (PFLP). 
Kaprerne af passagerflyet krævede ti medlemmer af Rote Armee Fraktion, der sad i Stammheim-fængslet samt to palæstinensere, der blev holdt fanget i Tyrkiet, løsladt. De krævede samtidig 15 mio. amerikanske dollar i løsepenge for de kidnappede. Det tyske efterår begyndte 30. juli 1977 med kidnapningen og mordet på Jürgen Ponto og sluttede 18. oktober med løsladelsen af Landshut, de ledende RAF-medlemmers død samt Schleyers død. Hændelserne var kulminationen på flere år med venstreekstremistisk terror i Vesttyskland og førte til den største nationale krise i landet siden 2. verdenskrig. De tyske myndigheder besluttede som følge af det tyske efterår, at man aldrig mere vil forhandle med terrorister.
Betegnelsen det tyske efterår stammer fra filmen Deutschland im Herbst fra 1978, der var instrueret af bl.a. Heinrich Böll og Rainer Werner Fassbinder.